# Língua gestual queniana
A Língua Gestual Queniana (no Brasil: Língua de Sinais Queniana) é a língua gestual da comunidade surda no Quénia, usada nesse país por uma população surda de cerca de 600.000 pessoas.
Junto com a Língua Gestual Queniana, inúmeras outras línguas gestuais têm vindo a ser usadas e ensinadas em escolas do Quénia, por professores estrangeiros: A Língua Gestual Belga, a BSL, a ASL e até a Língua Gestual Coreana; no entanto, e de qualquer maneira, é provável que nessas mesmas escolas, os alunos continuem a usar a Língua Gestual Queniana.
O seu alfabeto dactilológico baseia-se quase exclusivamente na ASL, contudo, em anos anteriores, o alfabeto da BSL chegou a ser usado.

## Reconhecimento
Actualmente, a Língua Gestual Queniana ainda não tem estatuto legal no Quénia. Existem muito poucos intérpretes e esses, raramente estão disponíveis para interpretações necessárias.
Em 1991 foi publicado um dicionário em Língua Gestual Queniana.
A Língua Gestual Queniana não é usada nos 35 colégios internos para alunos surdos do Quénia, de forma geral, apesar de essa ser a sua língua materna. Esses alunos são ensinados através do Inglês e da Língua swahili.